# Садиба Ханенків
«Має́ток Хане́нків» — комплекс споруд на Терещенківській вулиці, до якого входять садиба № 15 (Музей Ханенків), прибутковий будинок № 13 і флігель № 15-А.
До обліку пам'яток містобудування й архітектури будинок № 13 внесено наказом Міністерства культури і туризму України № 1285/0/16-08 від 7 листопада 2008 року (охоронний номер 48-Кв), а будинок № 15 — рішенням виконавчого комітету Київської міськради народних депутатів № 1804 від 22 листопада 1982 року і постановою Кабінету Міністрів України № 928 від 3 вересня 2009 року (охоронний номер 49 і 260049-Н).
Будинок № 15, за визначенням дослідників, — «унікальна споруда другої половини XIX сторіччя», «яскравий зразок міської забудови». № 13 — зразок великого прибуткового будинку, вдало вписаного в архітектурне оточення парку Тараса Шевченка. У цілому садиба — цікавий приклад інтенсивної забудови садибної ділянки у центрі міста.
10 жовтня 2022 року будинок зазнав пошкоджень у наслідок ракетного удару по Києву. Вибух стався на дитячому майданчику в парку імені Тараса Шевченка навпроти будівлі.

## Історія ділянки

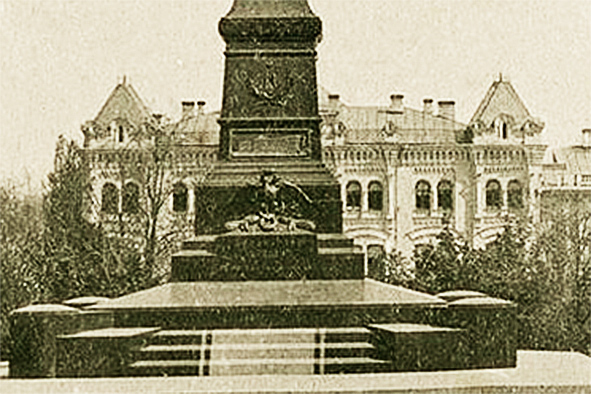
Кам'яниця 1878 року, на місці якої у 1914 році зведуть шестиповерховий будинок № 13 (фрагмент фото)

24 березня 1875 року садибу (№ 15 і 17), площею 0,31 га, купила на публічних торгах Аделаїда Сулимовська. Але через борги змушена була продати ділянку, яку 6 березня 1882 року придбав підприємець Нікола Терещенко за 95 тисяч карбованців сріблом.
Сусідня садиба № 13 з 1874 року належала колезькому секретареві П. Липку-Парафієвському. На ній був триповерховий будинок, зведений у 1876—1878 роках за проєктом архітектора Володимира Ніколаєва. Нікола Терещенко викупив і цю ділянку у грудні 1888 року.
Терещенко заповів садибу № 13 своїй дочці Ользі, № 17 подарував дочці Євфросинії (у шлюбі Сахновській). А незабудована ділянка № 15 дісталась дочці Варварі Ханенко (Терещенко).

## «Будинок-колодязь» (№13)

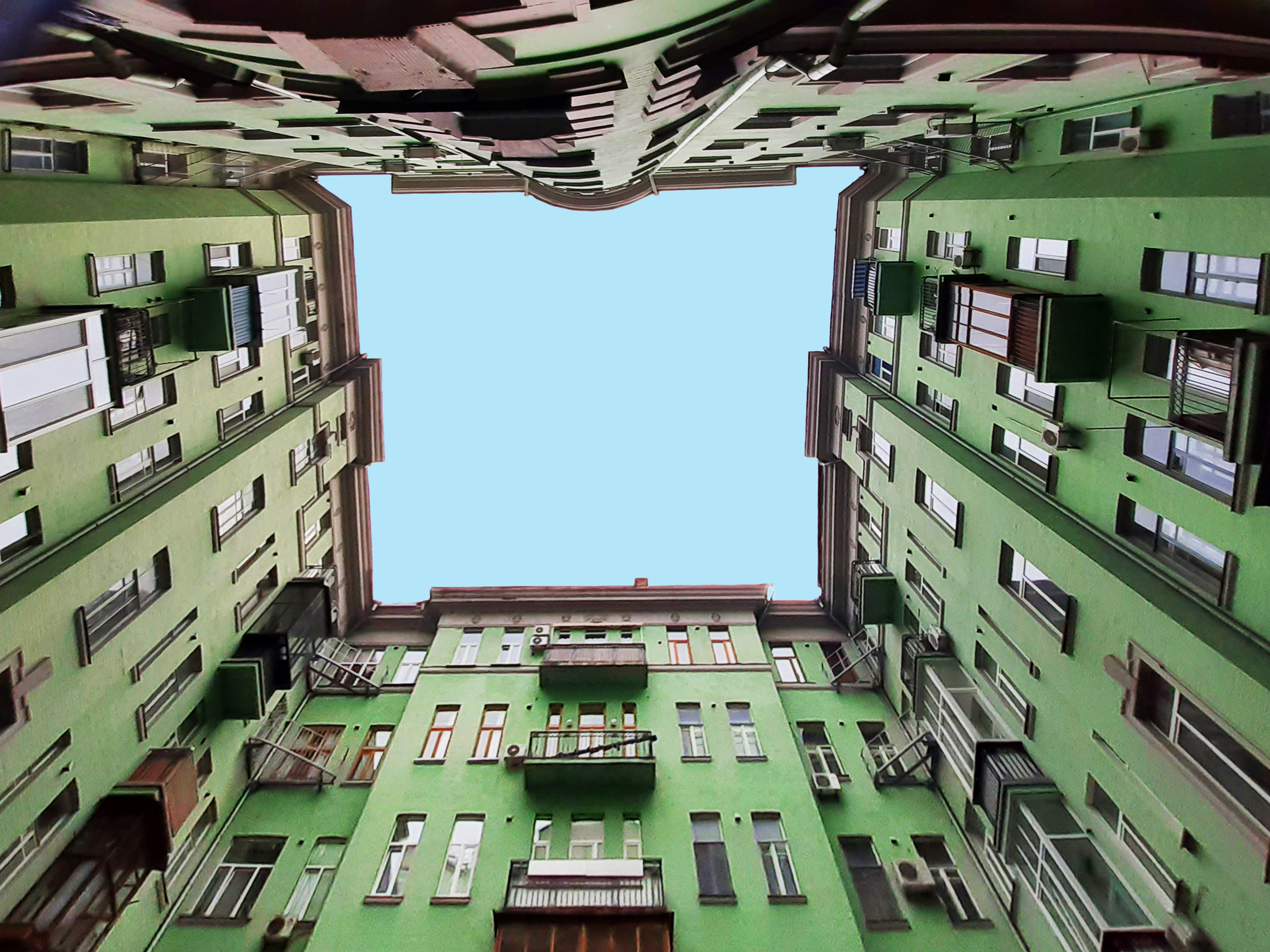
«Будинок-колодязь»

21 червня 1913 року чоловік Варвари Ханенко Богдан викупив ділянку № 13 й оформив на її ім'я. Триповерховий будинок знесли, а на його місці у 1913—1914 роках звели шестиповерховий прибутковий будинок за проєктом архітектора Павла Андрєєва.
У підвалі містилось дев'ять квартир і котельня, вище — по шість квартир. Було два гаражі.
Будинок через другий поверх з'єднали з особняком (№ 15). У квартирі № 2 розміщувалась контора музею.
За станом на 1916 рік 50 із 69 квартир орендували різні організації і приватні особи.
1919 року більшовики націоналізували садибу, а 1922 року передали житловому кооперативу.
Під час Німецько-радянської війни будинок був значно пошкоджений. У 1946—1947 його реконструювали на замовлення Південно-Західної залізниці. Приміщення перепланували на комунальні квартири.
Фасад спотворений кондиціонерами і комерційними вивісками. У 2000-х роках у будинку існувало кафе, власник якого поставив незаконну прибудову. Це породжувало постійні конфлікти між ним і мешканцями будинку.

### Відомі мешканці
У 1903—1906 роках у будинку знімав квартиру інженер Артур Абрагамсон, за проєктом якого споруджено київський фунікулер.
У 1917—1918 роках на четвертому поверсі у квартирі № 27 розміщувалось Українське науково-технічне товариство «Праця» і канцелярія Українського народного університету, заснованого «Працею» спільно з київським товариством «Просвіта» та Українським науковим товариством. У роботі товариства брали участь Олександр Вілінський, Іван Ганицький, Олександр Грушевський, Павло Зайцев, Богдан Кістяківський, Михайло Кравчук, Іван Левинський, Іван Огієнко, Григорій Павлуцький, Феоктист Сушицький, Михайло Туган-Барановський, Костянтин Широцький та інші.

### Архітектура
Споруда — шестиповерхова будівля із цокольним поверхом і підвалом. Будівля, зведена у формі каре (квадрата) із внутрішнім подвір'ям, має вигляд «будинку-колодязя», подібного до прибуткового будинку Крушевської на вулиці Богдана Хмельницького, 32. Г-подібні крила утворюють ще одне подвір'я. На центральній осі й у лівому крилі розташовані отвори проїзду у двір.
Чоловий фасад оформлений у стилі модерну з неокласичними елементами. Композиція симетрична.
Арковий проїзд оздоблений рустованим архівольтом із замковим каменем, а з боків фланкований гранітними двоколонними доричними портиками. У проїзді стіни розчленовані здвоєними доричними пілястрами.
Цокольний і перший поверхи рустовані. На балконах балюстради на кронштейнах, оздоблені акантом і пальметами. Замкові камені вікон на третьому поверсі прикрашені по черзі жіночим і чоловічим маскаронами.
Міжвіконня у простінках шостого поверху під карнизом декоровано 14 барельєфами, на яких чергується зображення двох оголених юнаків-супутників Діоніса, одного з гронами винограду, другого з плодами.
Фасад увінчує балюстрада.

Декор будинку № 13
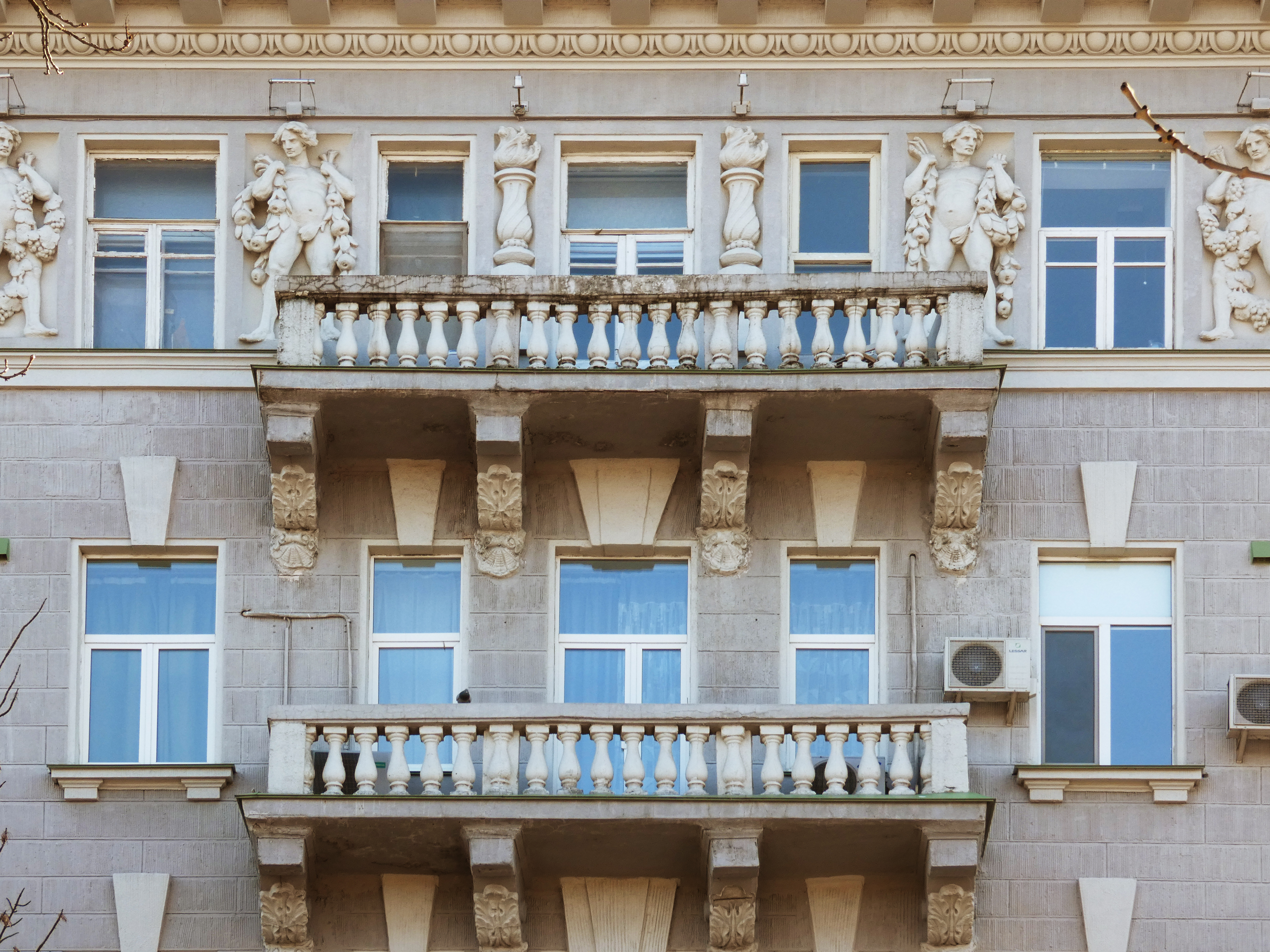
Балкони й оздоблення
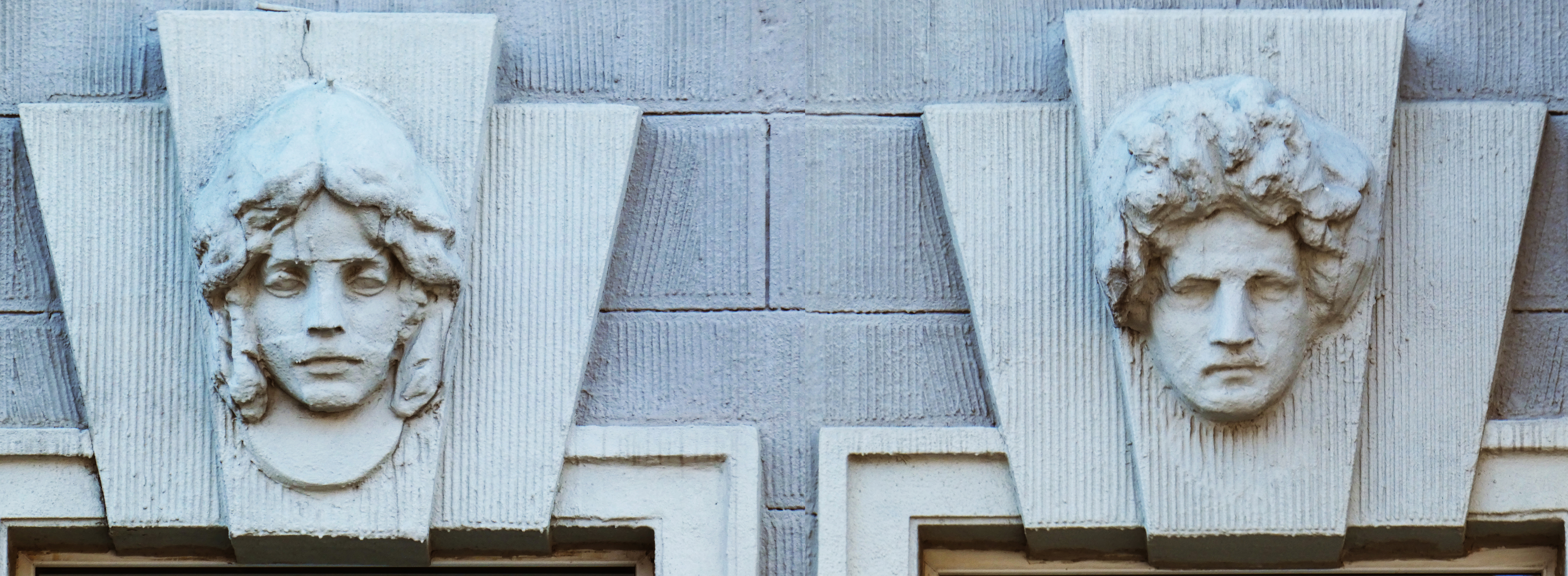
Маскарони
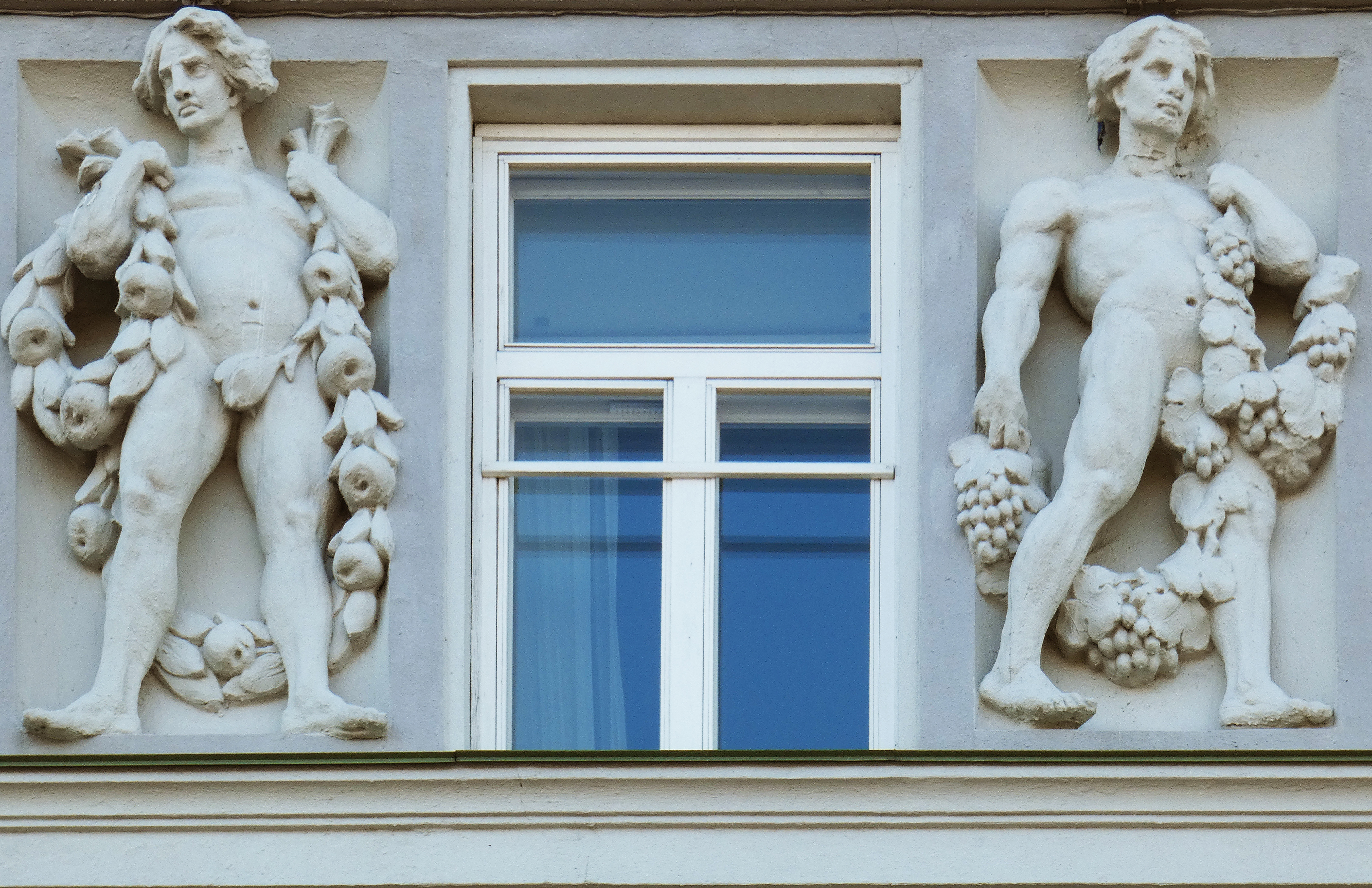
Супутники Діоніса

Перше і друге подвір'я будинку № 13
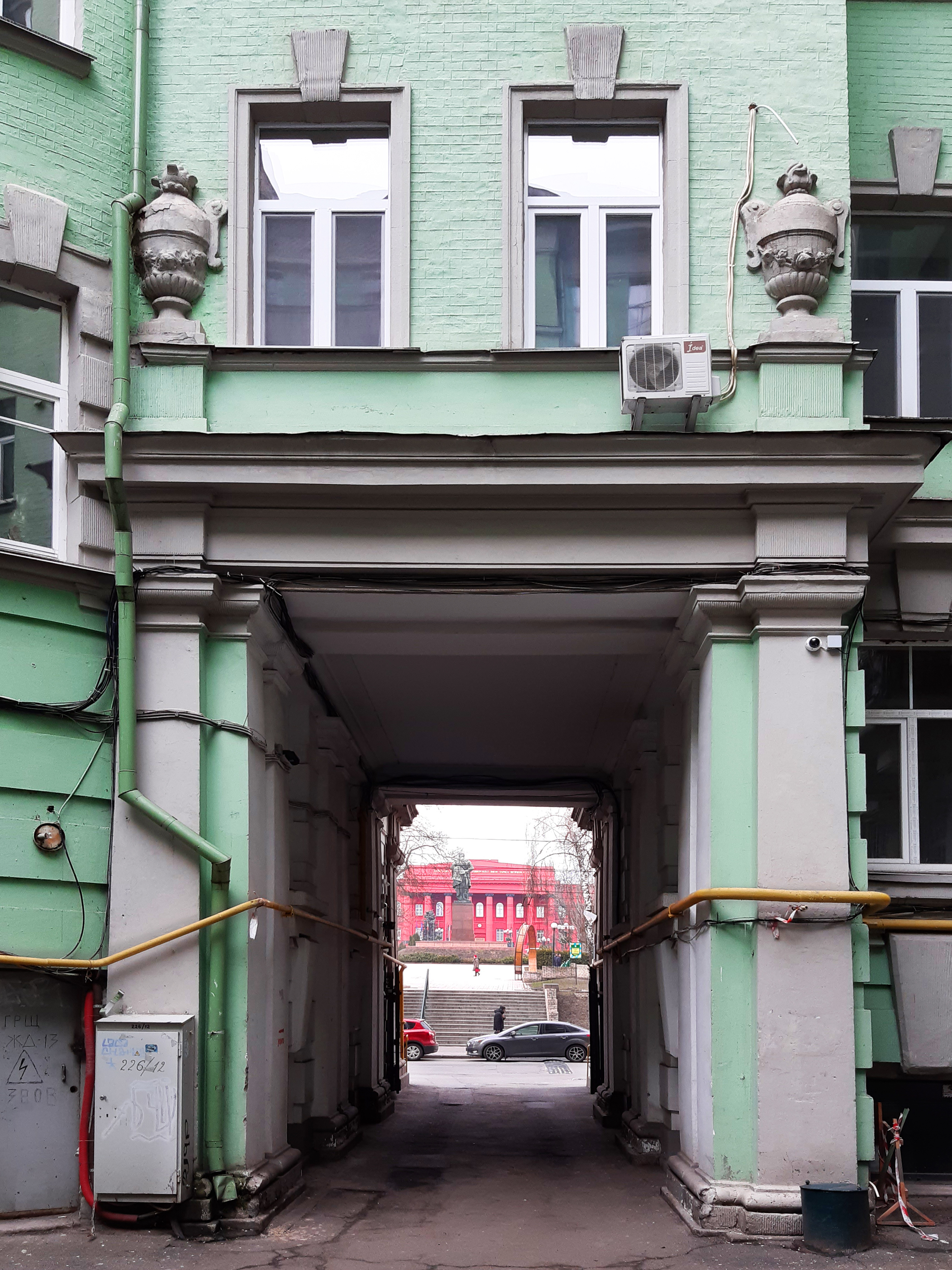
Проїзд у подвір'я
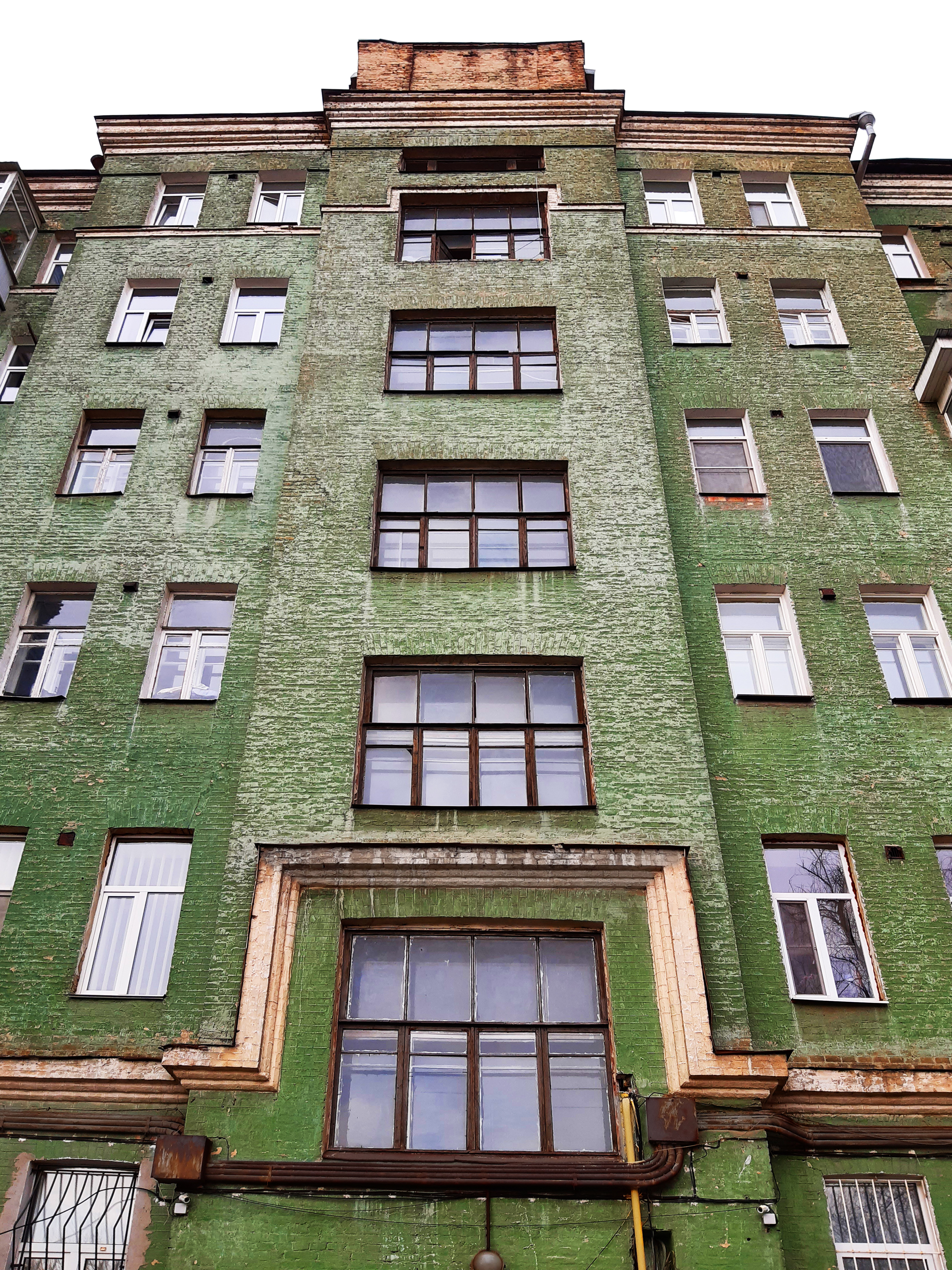
Друге подвір'я
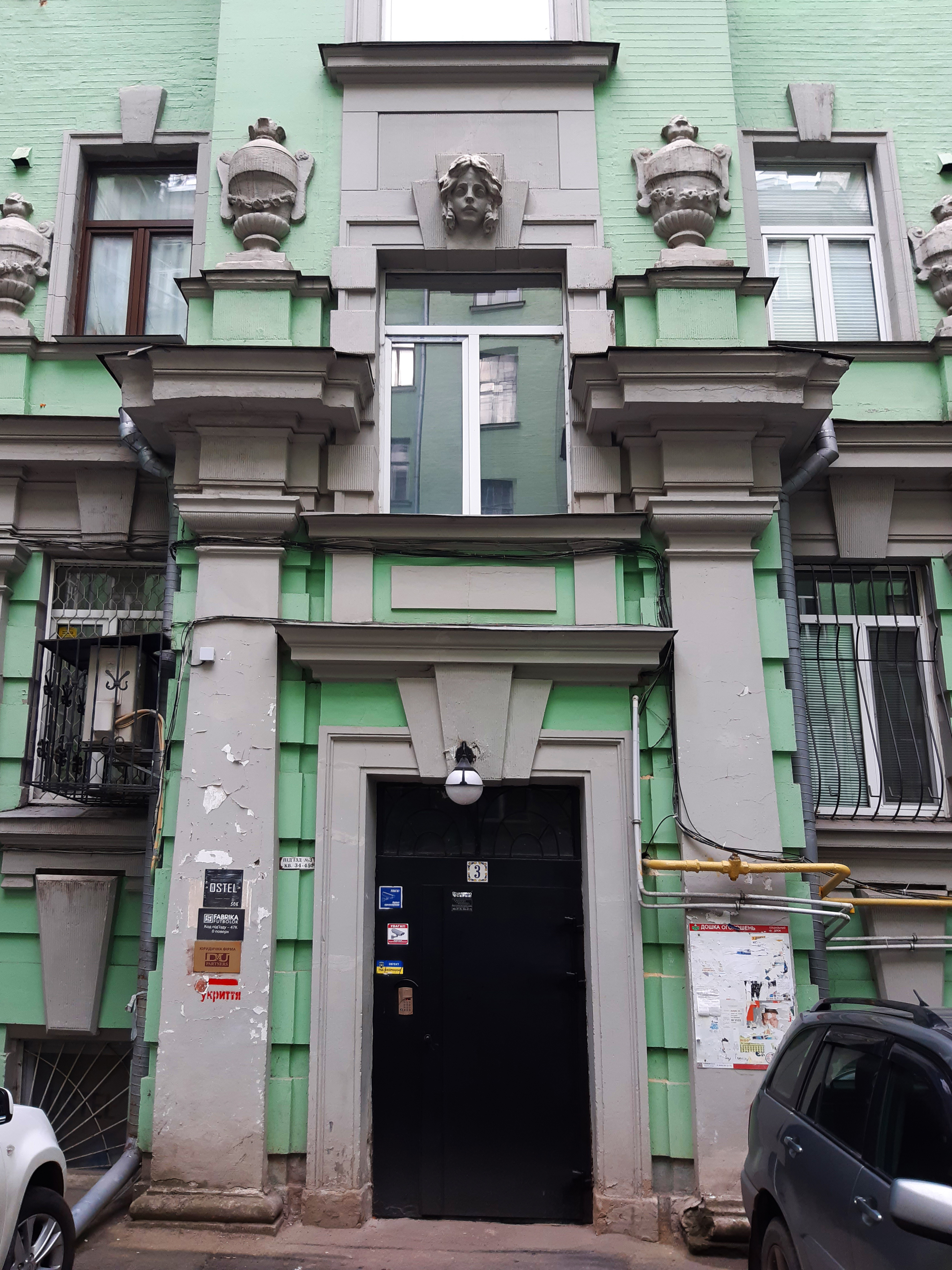
Вхід з ліпниною

## Садиба (№15)

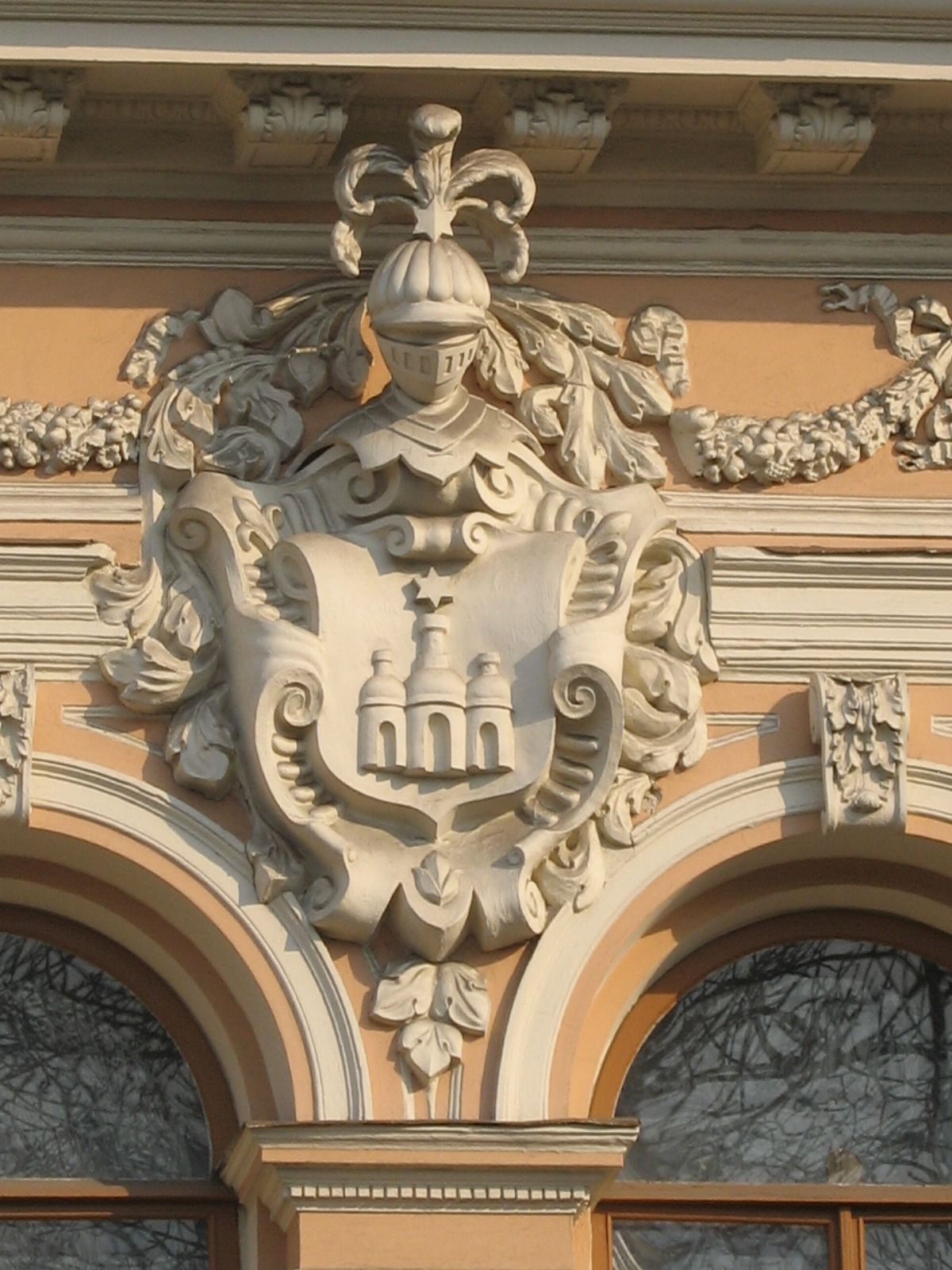
Ліпний герб Ханенків

Особняк розпочали будувати навесні 1887 року. Авторство будівлі приписують архітектору Роберту Мельцеру. Проєктом також, імовірно, займався архітектор Петро Бойцов.
Фасад оформили у дусі італійських ренесансних палаццо. Нижній поверх оздобили рустом. Стіну другого поверху прорізають венеційські аркові вікна «Сансовіно», обрамлені архівольтом та імпостами на колонах. Будівля також декорована пілястрами у міжвіконнях і високим фризом із фестонами-гірляндами. Завершує будинок карниз, над яким поставлено балюстраду.
Первісно фасад розділяло сім віконних осей. Однак будинок продовжили ще на два вікна у бік вільної ділянки між № 13 та № 15, яку 1891 року подарував Нікола Терещенко дочці Варварі. Цю частину оздобили ліпним гербом Ханенків. Автор добудови архітектор Олександр Кривошеєв.
1914 року після перепланування вулиці знижено її рівень. Як наслідок, оголився глухий цокольний поверх. Від входу провели пандус, який 1924 року змінили на ґанок. Тоді ж ліквідували прохід між будинками № 13 і № 15.

Будинок № 15
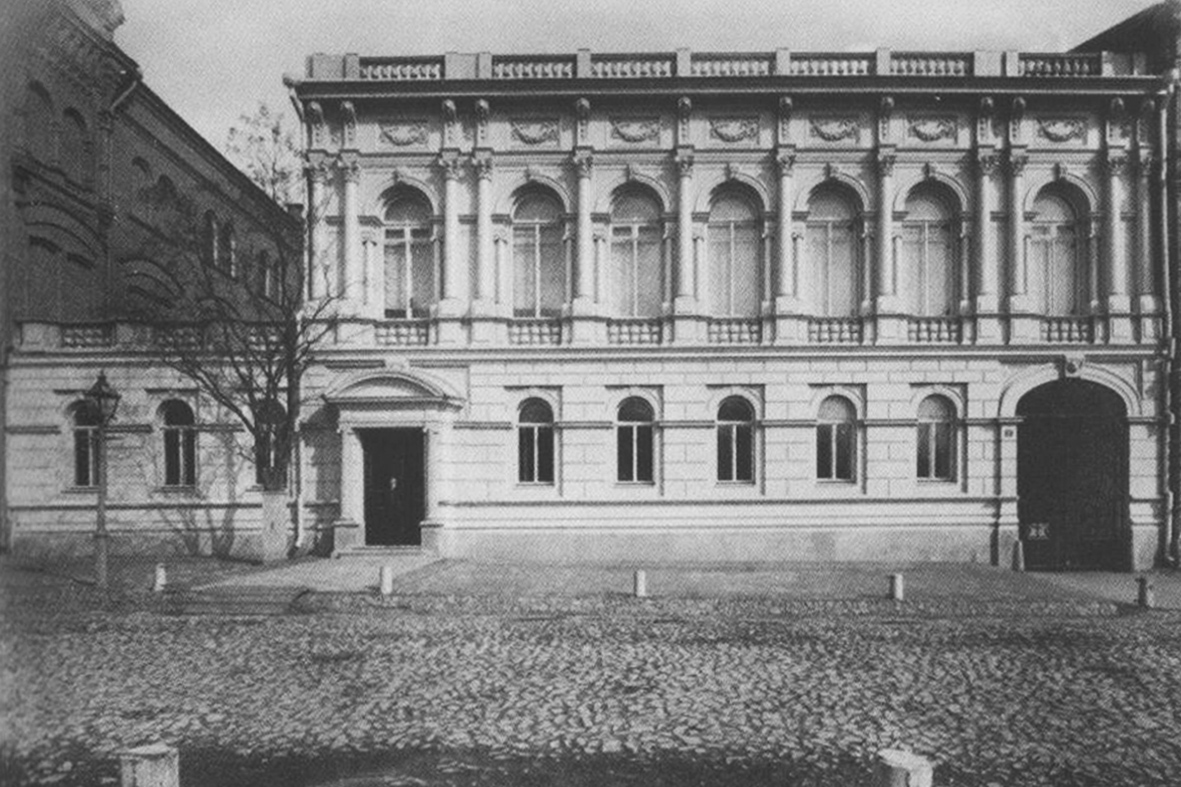
Первісний вигляд на фото 1890 рік
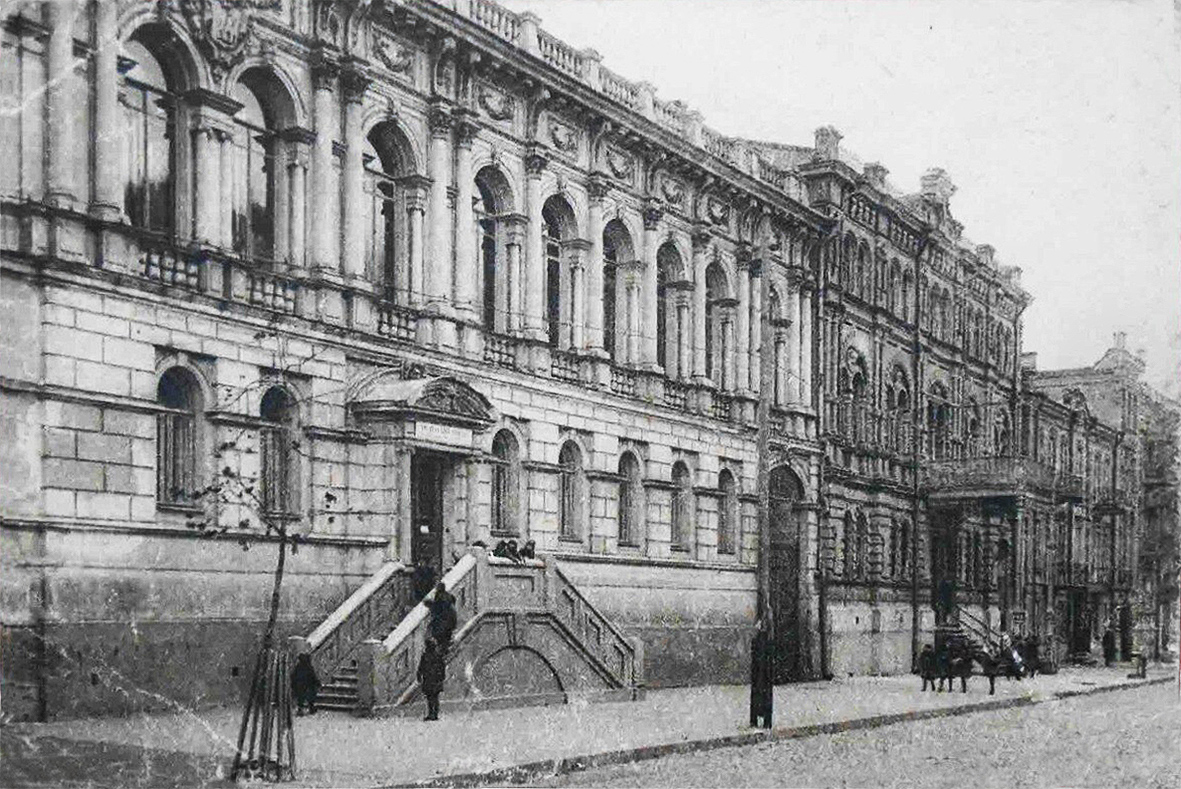
Поява ґанку після зниження рівня вулиці
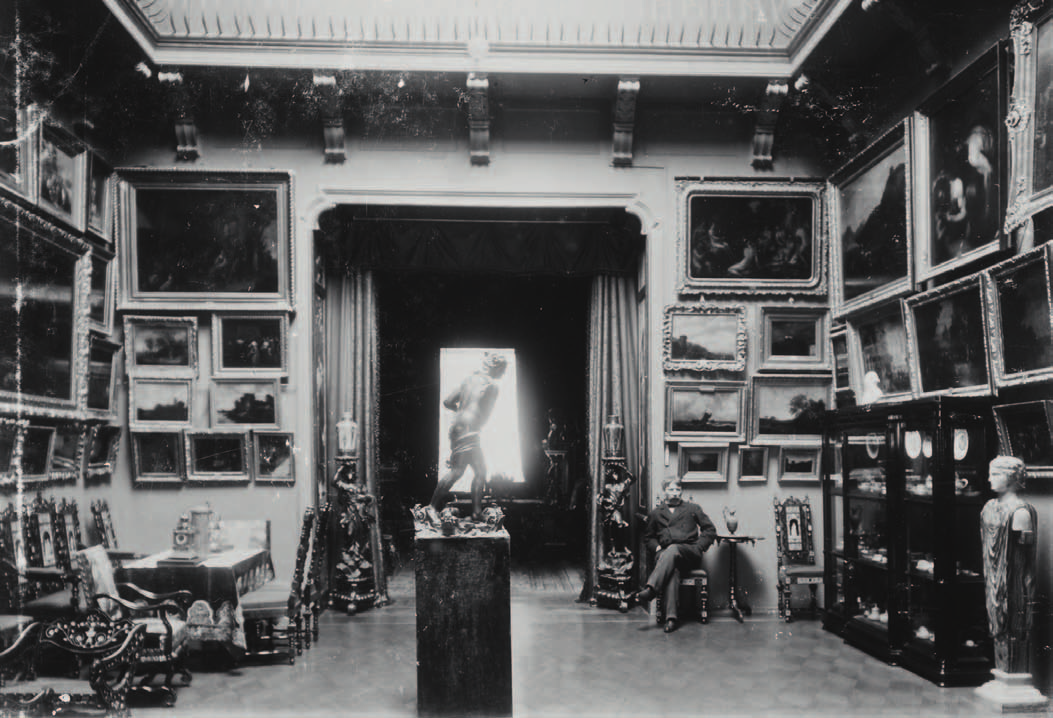
Богдан Ханенко в залі «Галерея». Фото 1900-х років

## Флігель (№15-А)
У 1887—1891 роках звели двоповерховий флігель. У подвір'ї також розташовувались одноповерхові муровані службові споруди зі стайнею, каретною і льодовнею.